# Monash Freeway
Der Monash Freeway ist eine Stadtautobahn in den südöstlichen Vororten von Melbourne im Süden des australischen Bundesstaates Victoria. Er verbindet den EastLink in Kooyong mit dem östlichen Teil des Princes Freeway in Berwick, und damit die Innenstadt von Melbourne mit dem westlichen Gippsland,.

## Geschichte
Der Monash Freeway entstand aus der Zusammenlegung zweier ursprünglich getrennten Freeways, der F81, der die Warrigal Road in Chadstone mit dem Princes Highway in Eumemmerring verband, und dem South Eastern Freeway (F80), der die Punt Road in Richmond und die Toorak Road in Hawthorne East verband.

### Mulgrave Freeway
Der Bau des Mulgrave Freeway wurde 1970 begonnen und 1973 abgeschlossen. Er besaß Kreuzungen mit der Heatherton Road und der Stud Road. Später in den 1970er-Jahren und Anfang der 1980er-Jahre wurde er nach und nach in Richtung Westen zur Forster Road verlängert und bekam zusätzliche Kreuzungen mit der Blackburn Road, der Ferntree Gully Road, der Wellington Road und der Jacksons Road, sowie anschließend, Anfang–Mitte der 1990er-Jahre, der Police Road. Schließlich wurden auch die Huntingdale Road und die Warrigal Road in Chadstone angeschlossen. Am Hallam-Ende wurde der Freeway unter eine Kreuzung mit dem Princes Highway nach Süden auf der alten Route des South Gippsland Highway (A440) bis zur Kreuzung mit der Dandenong Hastings Road verlängert. Heute ist dies der Westernport Highway (M780) in Lyndhurst. Dieser Streckenabschnitt hieß ursprünglich Eumemmerring Freeway, wurde aber später zum South Gippsland Freeway (M420). Die Bezeichnung F81 des Mulgrave Highway wurde 1988 aufgegeben, als die South Eastern Arterial Road eröffnet wurde.
Interessanterweise war der Tullamarine Freeway damals auch als F81 nummeriert. Dies war auf den Melbourne Transportation Plan von 1969 zurückzuführen, der zwei miteinander verbundene Freeways vorsah – den Mulgrave Freeway in East Malvern und den Tullamarine Freeway in Flemington – beide durch  St. Kilda. Der Plan wurde niemals ausgeführt, aber die beiden Freeways sind seitdem durch die Verlängerung des West Gate Freeway und das CityLink-Projekt verbunden.

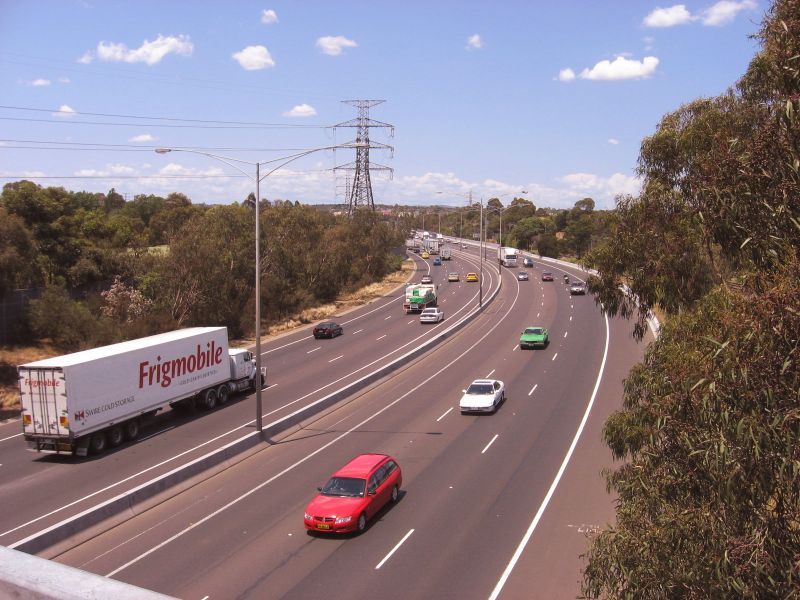
Monash Freeway (früher: South Eastern Arterial) von der Fußgängerbrücke an der East Malvern Station aus gesehen

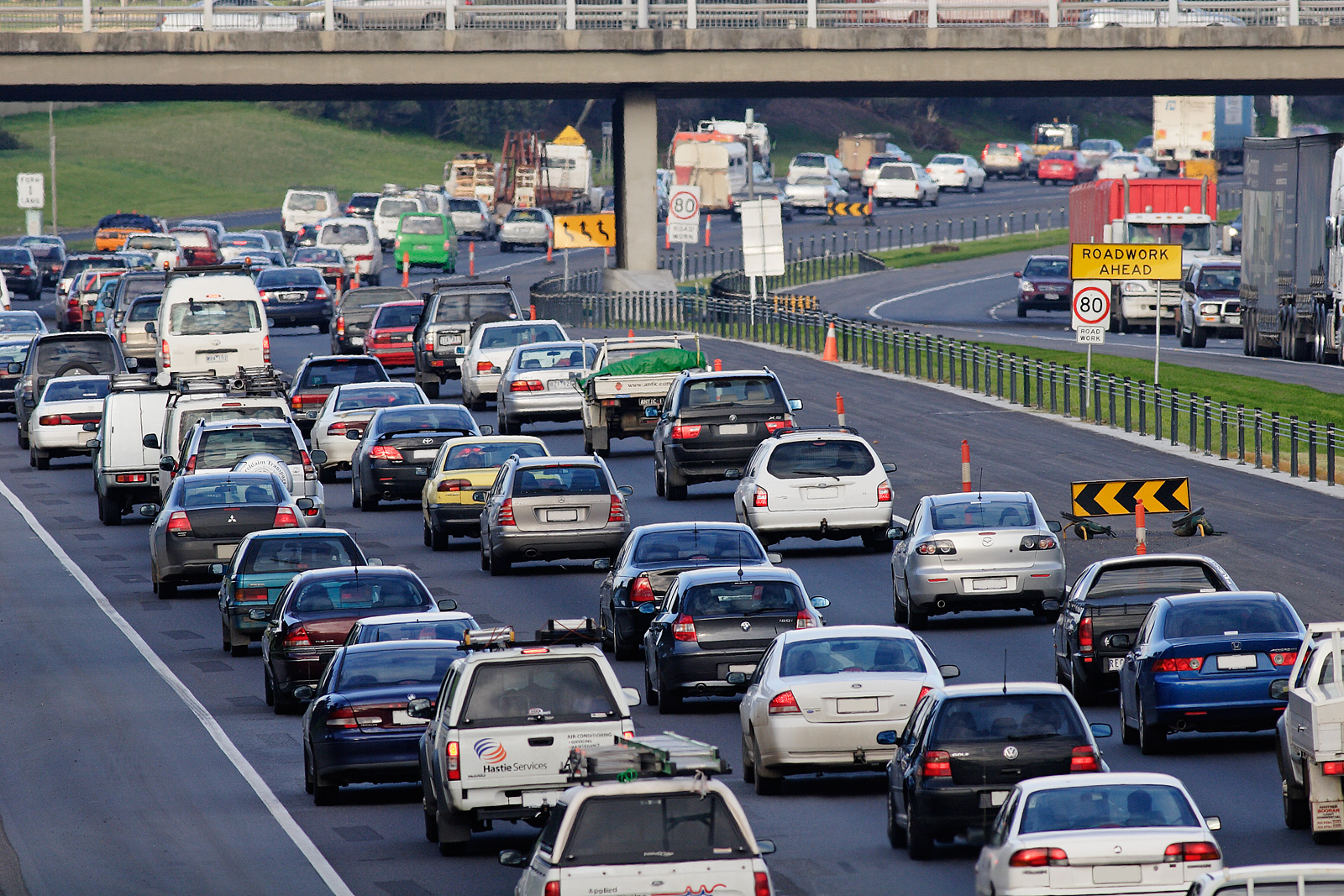
Verkehrsstau am Monash Freeway zu Stoßzeiten

### South Eastern Freeway
Das erste Stück des South EasternFreeway wurde Mitte der 1960er-Jahre fertiggestellt und verband Burnley mit dem Olympiapark an der Harcourt Parade, die den Verkehr auf die Punt Road an der Hoddle Bridge leitete. Eine Überführung übe die Punt Road folgte bald und endete an der Anderson Street und der Morell Bridge mit einem Zubringer ohne Mittelstreifen zur Swan Street Bridge und zur Batman Avenue 800 m weiter. Später wurde der Freeway von Burnley aus nach Osten, unter der McRobertson Bridge hindurch und am Yarra River entlang bis zur Toorak Road verlängert. Sie besaß einen Zubringer ohne Mittelstreifen, der zu dichten Verkehr zur Tooronga Road ableitete. Ein Teil dieser Straße existiert noch heute. Diese Bauarbeiten wurden 1971 abgeschlossen. Ursprünglich wurde die Straße in den 1960er-Jahren als Staatsstraße 80 (S80) nummeriert, später als F80 bis 1988, bis die South Eastern Arterial Road fertiggestellt war.

### South Eastern Arterial Link
Die verbleibende Lücke zwischen dem Ende des South Eastern Freeway an der Tooruk Road und Burke Road und dem Beginn des Mulgrave Freeway an der Warrigal Road frustrierte die Autofahrer viele Jahre lang, da sie sich zunehmend auf Zubringer verlassen mussten, um die Lücke zu überbrücken. Mitte der 1980er-Jahre schlug die Staatsregierung eine Verbindungsstraße vor, bevor sie sich schließlich mit einer Autobahnverbindung zwischen den beiden Freeways einverstanden erklärte. Der Bau wurde 1988 beendet und die neue Straße – und später der ganze verbundene Freeway – wurden 'South Eastern Arterial' getauft. Der neue Straßenabschnitt bekam die Nummer R1, wobei der alte Princes Highway (Dandenong Road) als ALT-1 ausgewiesen wurde.
Dieses Projekt war schon in der Bauzeit und auch danach sehr umstritten. Um Kosten zu sparen, wurde nur eine Kreuzung auf Freeway-Standard ausgebaut, unter der High Street in Glen Iris, Alle anderen Kreuzungen, waren höhengleiche Ampelkreuzungen und wegen der Route durch dicht bewohntes Gebiet galten niedrige Geschwindigkeitsbeschränkungen. Dies führte zu häufigen Verkehrsstauungen, oft kilometerlang, was wiederum den Ärger und die Frustration der Autofahrer beflügelte. Sie nannten die neue Straße auch South Eastern Carpark (dt.: südöstlicher Parkplatz).
Nach einem Regierungswechsel und viel Selbstdarstellung der Politiker wurde doch mehr Geld in die Verbindungsstraße gesteckt, sodass eine Unterführung für die Toorak/Burke Road und die Tooronga Road, sowie eine Überführung für die Warrigal Road nachgerüstet wurden. Es gab auch Lärmschutz und Zusatzspuren und der gesamte Freeway wurde wieder South Eastern Freeway genannt, bis eine neue Namensänderung ihn zum heutigen Monash Freeway (nach Sir John Monash (1865–1931), einem australischen Bauingenieur und Befehlshaber der Australischen Armee im Ersten Weltkrieg) machte. Der neue Freeway zog sehr viel mehr Verkehr an und der Flaschenhals an der Swan Street Bridge sorgte dafür, dass die Schlangen nur noch länger wurden. Ein Teil des Monash Freeway (von der Tooruk Road zur Punt Road) wurde Ende der 1990er-Jahre in das CityLink-Projekt integriert und mit Tunneln an den West Gate Freeway angeschlossen, sodass die Innenstadt kreuzungsfrei überwunden werden kann.

### Ortsumgehung Hallam
Vor dem Bau dieser Ortsumgehung reduzierte die sanfte Kurve des Freeway am Hallam-Ende, die zum Gippsland Freeway wurde, die Fahrbahnbreite von sechs auf nur vier Spuren. Dies stellte zu Stoßzeiten einen berüchtigten Flaschenhals dar, besonders für den Verkehr stadtauswärts an der Kreuzung mit dem Princes Highway außerhalb von Dandenong. Die Ortsumgehung umging schließlich diese Stelle und damit das Problem.
Mit Inbetriebnahme der Ortsumgehung Hallam wurde der Freeway Ende 2003 nach 3 Jahren Bauzeit um 7,5 km verlängert und verband nun den Monash Freeway in Hallam mit dem Princes Freeway in Berwick. Der Straßenabschnitt wurde 6 Monate vor dem geplanten Fertigstellungstermin dem Verkehr übergeben und kostete AU-$ 80 Mio. weniger als kalkuliert, weil man auf eine wichtige Anbindung, die des South Gippsland Freeway an die Ortsumgehung Hallam in Eumemmerring, verzichtete. Dieser Verzicht aber verursachte vermeidbare in benachbarten Straßen.

### Ausbau
2007 kündigte die Regierung einen umfangreichen Ausbau des Monash Freeway durch Erweiterung der Fahrspuren von der Glenferrie Road bis zur Heatherson Road an. Bis zu 160.000 Fahrzeuge nutzen den Highway pro Tag, was zu Verkehrsstauungen in Stoßzeiten führte. Der Ausbau begann Ende 2007 und wurde Ende 2009 abgeschlossen.

## Verlauf und Straßenzustand
Der Monash Freeway beginnt am südlichen Ende des CityLink (M1) an der Toorak Road. Hier ist er achtspurig, wobei die Richtungsfahrbahnen sehr nah nebeneinander liegen und durch Betonbarrieren getrennt sind. Dieser Abschnitt besitzt eine Straßenbeleuchtung. Er verläuft durch die Vororte Malvern, Glen Iris und Malvern East.
Nach der Warrigal Road weitet sich die Route des Freeway, der nun einen breiten, grünen Mittelstreifen und Leitplanken besitzt. Die Straßenbeleuchtung ist entfallen. Der Freeway verläuft durch die Vororte Chadstone, Mount Waverley, Mulgrave, Dandenong, Hallam und Narre Warren. Dort geht er in den Princes Freeway über. Die Ortsumgehung Hallam, der neueste Teil des Freeways, ist vierspurig ausgebaut.

## Wichtige Kreuzungen und Anschlüsse
| Monash Freeway                                         |                                        |                                                                               |
| Anschlüsse Richtung Norden                             | Ausfahrt Nr. Entfernung nach Melbourne | Anschlüsse Richtung Süden                                                     |
| Ende Monash Freeway weiter als CityLink nach Melbourne | -- (9 km)                              | Beginn Monash Freeway vom CityLink                                            |
| Toorak, Burwood Toorak Road                            | E4 (9 km)                              | Beginn Monash Freeway vom CityLink                                            |
| Caulfield, Camberwell Burke Road                       | E5 (11 km)                             | Camberwell, Caulfield Burke Road                                              |
| keine Ausfahrt                                         | E6 (12 km)                             | Glen Waverley, Glen Iris High Street                                          |
| EISENBAHNLINIE NACH GLEN WAVERLEY                      | -- (16 km)                             | EISENBAHNLINIE NACH GLEN WAVERLEY                                             |
| Oakleigh, Chadstone Warrigal Road                      | E7 (17 km)                             | Chadstone, Oakleigh Warrigal Road                                             |
| Huntingdale, Burwood Huntingdale Road                  | 8 (18 km)                              | keine Ausfahrt                                                                |
| Clayton, Mount Waverley Forster Road                   | 9 (20 km)                              | Mount Waverley, Clayton Forster Road                                          |
| Edithvale, Blackburn Blackburn Road                    | 10 (21 km)                             | Blackburn, Edithvale Blackburn Road                                           |
| keine Ausfahrt                                         | 11 (22 km)                             | Ferntree Gully, Mount Dandenong Ferntree Gully Road                           |
| Springvale, Glen Waverley Springvale Road              | 12 (23 km)                             | keine Ausfahrt                                                                |
| Oakleigh, Ormond Wellington Road                       | 13 (25 km)                             | Rowville, Emerald Wellington Road                                             |
| keine Ausfahrt                                         | 14 (27 km)                             | Mulgrave, Noble Park Jacksons Road                                            |
| Springvale, Dandenong North Police Road                | 15 (28 km)                             | keine Ausfahrt                                                                |
| TOM-WILLS-KREUZUNG Ringwood EastLink                   | 16 (29 km)                             | TOM-WILLS-KREUZUNG Ringwood, Frankston EastLink                               |
| Dandenong, Rowville Stud Road                          | 17 (31 km)                             | Rowville, Dandenong Stud Road                                                 |
| Dandenong North, Endeavour Hills Heatherton Road       | 18 (33 km)                             | Endeavour Hills, Dandenong North Heatherton Road                              |
| Cranbourne, Hastings South Gippsland Freeway           | 19 (36 km)                             | Cranbourne, Hastings South Gippsland Freeway                                  |
| Hallam, Endeavour Hills Belgrave-Hallam Road           | 20 (38 km)                             | Endeavour Hills, Hallam Belgrave-Hallam Road                                  |
| keine Ausfahrt                                         | 21 (39 km)                             | Ernst Wanke Road                                                              |
| Cranbourne, Belgrave Narre Warren North Road           | 22 (42 km)                             | Belgrave, Cranbourne Narre Warren North Road                                  |
| Beginn Monash Freeway weiter vom Princes Freeway East  | 23 (44 km)                             | Berwick, Dandenong Princes Highway                                            |
| Beginn Monash Freeway weiter vom Princes Freeway East  | -- (44 km)                             | Ende Monash Freeway weiter als Princes Freeway East nach Warragul / Traralgon |

## Quelle
- Steve Parish: Australian Touring Atlas. Steve Parish Publishing, Archerfield QLD 2007, ISBN 978-1-74193-232-4, S. 41 + 43 (englisch).